# Maxus H90
Maxus H90 – samochód osobowy typu kamper klasy wyższej produkowany pod chińską marką Maxus od 2021 roku.

## Historia i opis modelu
W październiku 2021 chiński Maxus przedstawił nową gamę fabrycznych kamperów z pełnowartościową instalacją spalno-sanitarno-rekreacyjną. Oprócz modelu V100 opartego na innym modelu Maxusa, V90, zaprezentowano także model H90 będący konstrukcją zapożyczoną w ramach partnerstwa koncernu SAIC z Iveco, lokalnego joint-venture Naveco. W ten sposób możliwe było pozyskanie tutejszej wersji Iveco Daily, zapożyczając od niego przednią część nadwozia i kabiny pasażerskiej.
Pas przedni otrzymał duży chromowany napis "MAXUS" na krawędzi maski, a także duży chromowany wlot powietrza. Od deski rozdzielczej wywodzącej się jeszcze z oryginalnego włoskiego projektu Iveco z końca lat 90. XX wieku adaptacja Maxusa odróżniła się jedynie inną tabliczną z nazwą producenta na kole kierownicy i dotykowym ekranem w konsoli centralnej. W przedziale transportowym znalazły się miejsca do spania, łazienka, 22-calowy telewizor, lodówka czy nagłośnienie firmy JBL.
Do napędu Maxusa H90 wykorzystany został turbodoładowany, 3-litrowy silnik benzynowy o mocy 170 KM zespolony z hydrauliczną, 8-biegową automatyczną skrzynią biegów.

### Sprzedaż
Maxus H90 powstał jako model produkowany i oferowany wyłącznie z myślą o wewnętrznym rynku chińskim, tworząc gamę fabrycznych kamperów Maxusa. Ceny zawahały się od 409 800 do 578 800 juanów, ze sprzedażą uruchomioną pod koniec 2021 roku.

### Silnik
- R4 3.0l Turbo 170 KM